# Шугаркрик (Охајо)
Шугаркрик (енгл. Sugarcreek) град је у америчкој савезној држави Охајо.

## Демографија
По попису из 2010. године број становника је 2.220, што је 46 (2,1%) становника више него 2000. године.
| Група             | 2000.         | 2010.         |
| Белци             | 2.155 (99,1%) | 2.158 (97,2%) |
| Афроамериканци    | 3 (0,1%)      | 3 (0,1%)      |
| Азијати           | 10 (0,5%)     | 2 (0,1%)      |
| Хиспаноамериканци | 1 (0,0%)      | 33 (1,5%)     |
| Укупно            | 2.174         | 2.220         |